# Габдулліно
Габду́лліно (каз. Ғабдуллин) — село у складі Жетисайського району Туркестанської області Казахстану. Входить до складу Атамекенського сільського округу.
У радянські часи село було частиною села Отділення № 5 совхоза імені 40 ліття Узбецької ССР.
Населення — 12 осіб (2021; 32 у 2009, 19 у 1999, 61 у 1989).